# Frumos, onest, emigrat în Australia
Frumos, onest, emigrat în Australia (titlul original: în italiană Bello, onesto, emigrato Australia sposerebbe compaesana illibata) este un film de comedie italian, realizat în 1971 de regizorul Luigi Zampa, protagoniști fiind actorii Alberto Sordi și Claudia Cardinale.

## Conținut
Amedeo, un emigrant italian în Australia, dorește să se căsătorească cu o compatrioată. Cu ajutorului unui preot, el întreține o relație epistolară cu Carmela, o fostă prostituată care nu dorește să își dezvăluie trecutul. De teamă că nu o să-i placă fizic, Amedeo îi trimite o fotografie cu unul dintre prietenii săi. Deziluzia poate fi amară pentru Carmela când va ajunge în Australia... 

## Distribuție

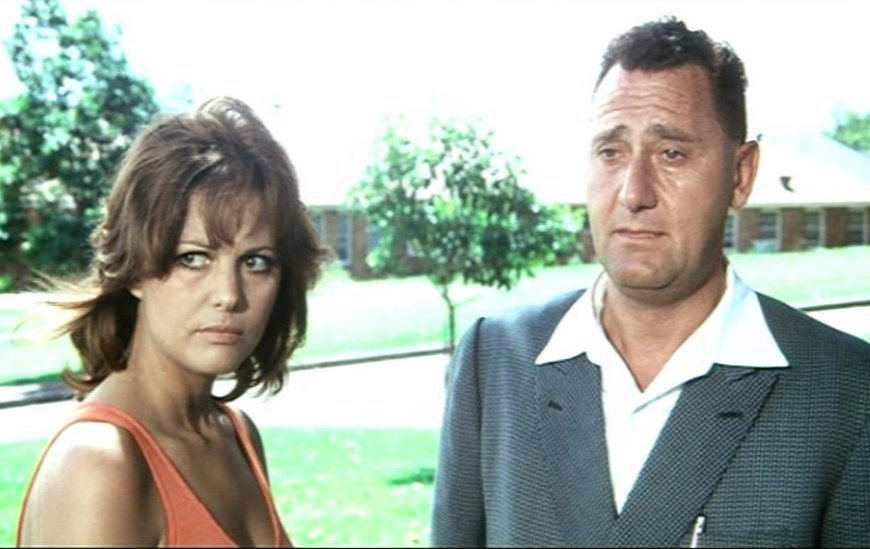
Scenă din film cu Claudia Cardinale și Alberto Sordi

- Alberto Sordi – Amedeo Battipaglia
- Claudia Cardinale – Carmela
- Riccardo Garrone – Giuseppe Bartone
- Corrado Olmi – Don Anselmo
- Angelo Infanti
- Tano Cimarosa – un emigrant italian
- Mario Brega
- John Cobley
- Mara Carisi
- Eugene Walter

## Premii
- Premiul David di Donatello: pentru cea mai bună actriță acordat lui Claudia Cardinale